# Aspidiotus combreti
Aspidiotus combreti är en insektsart som beskrevs av Hall 1928. Aspidiotus combreti ingår i släktet Aspidiotus och familjen pansarsköldlöss. Inga underarter finns listade i Catalogue of Life.